# Piragüisme als Jocs Olímpics d'estiu de 2024 - K-2 500m Femení
La prova de K-2 500m femenina de Piragüisme en aigües tranquil·les als Jocs Olímpics de París 2024 serà la 17a edició de l'esdeveniment en unes Olimpíades. La prova es disputarà entre el 7 i el 9 d'agost del 2024 a l'Estadi nàutic olímpic de l'Illa de França, situat al municipi francès de Vaires-sur-Marne.
Les neozelandeses Lisa Carrington i Caitlin Regal són les vigents campiones de la disciplina olímpica després de guanyar la medalla d'or als Jocs Olímpics de Tòquio 2020. La medalla de plata fou per les poloneses Karolina Naja i Anna Pulawska i la medalla de bronze la va aconseguir l'embarcació formada per les piragüistes hongareses Danuta Kozák i Dóra Bodonyi.
L'equip d'Alemanya és la selecció més guardonada, amb 4 medalles d'or i 4 medalles de plata, en les 16 edicions que l'esdeveniment ha estat present als Jocs Olímpics. L'embarcació hongaresa de Katalin Kovács i Natasa Janics, amb 2 medalles d'or i 1 medalla de plata, són la parella de piragüistes més guardonades en tota la història de la competició.

## Format
El sistema de competició consisteix en un format de 4 rondes (preliminars, quarts de final, semifinals i final), on les piragüistes competiran entre elles per anar avançant en les diferents curses. Les classificacions de cada ronda depenen de les embarcacions de cada cursa i de la posició final. La distància que hauran de recórrer són 500 metres en un caiac amb 2 piragüistes i les 3 primeres embarcacions que quedin en les primeres posicions a la final, guanyaran les medalles.

## Classificació
11 embarcacions s'han classificat per la prova olímpica. Les 6 primeres places es van atorgar en el Campionat del Món de Piragüisme en aigües tranquil·les que es va disputar a Duisburg entre el 23 i el 27 d'agost del 2023. La resta de places s'han guanyat en les competicions continentals amb 1 classificació per cada federació continental. Les places s'han assignat als països i després han estat les federacions nacionals qui han corroborat, o no, l'atleta classificat.
| Esdeveniment             | Data                  | Places | País          | Atleta classificada |
| ------------------------ | --------------------- | ------ | ------------- | ------------------- |
| Campionat del Món        | 23 - 27 agost 2023    | 6      | Dinamarca     |                     |
| Campionat del Món        | 23 - 27 agost 2023    | 6      | Dinamarca     |                     |
| Campionat del Món        | 23 - 27 agost 2023    | 6      | Polònia       |                     |
| Campionat del Món        | 23 - 27 agost 2023    | 6      |               |                     |
| Campionat del Món        | 23 - 27 agost 2023    | 6      | Alemanya      |                     |
| Campionat del Món        | 23 - 27 agost 2023    | 6      |               |                     |
| Campionat del Món        | 23 - 27 agost 2023    | 6      | Bèlgica       |                     |
| Campionat del Món        | 23 - 27 agost 2023    | 6      |               |                     |
| Campionat del Món        | 23 - 27 agost 2023    | 6      | França        |                     |
| Campionat del Món        | 23 - 27 agost 2023    | 6      |               |                     |
| Campionat del Món        | 23 - 27 agost 2023    | 6      | Suècia        |                     |
| Campionat del Món        | 23 - 27 agost 2023    | 6      |               |                     |
| Classificació Àfrica     | 23 - 26 novembre 2023 | 1      | Sud-àfrica    |                     |
| Classificació Àfrica     | 23 - 26 novembre 2023 | 1      | Sud-àfrica    |                     |
| Classificació Oceania    | 14 - 18 febrer 2024   | 1      | Nova Zelanda  |                     |
| Classificació Oceania    | 14 - 18 febrer 2024   | 1      | Nova Zelanda  |                     |
| Classificació Àsia       | 18 - 21 abril 2024    | 1      | Xina          |                     |
| Classificació Àsia       | 18 - 21 abril 2024    | 1      | Xina          |                     |
| Classificació Panamèrica | 26 - 28 abril 2024    | 1      | Mèxic         |                     |
| Classificació Panamèrica | 26 - 28 abril 2024    | 1      | Mèxic         |                     |
| Classificació Europa     | 8 - 9 maig 2024       | 1      | Països Baixos |                     |
| Classificació Europa     | 8 - 9 maig 2024       | 1      | Països Baixos |                     |

## Medaller històric
| Posició | País                | Or | Argent | Bronze | Total |
| ------- | ------------------- | -- | ------ | ------ | ----- |
| 1       | Alemanya            | 4  | 4      | 0      | 8     |
| 2       | Hongria             | 3  | 3      | 4      | 10    |
| 3       | URSS                | 3  | 1      | 1      | 5     |
| 4       | Suècia              | 2  | 1      | 0      | 3     |
| 5       | Alemanya Occidental | 2  | 0      | 2      | 4     |
| 6       | Alemanya de l'Est   | 1  | 1      | 0      | 2     |
| 7       | Nova Zelanda        | 1  | 0      | 0      | 1     |
| 8       | Polònia             | 0  | 2      | 4      | 6     |
| 9       | Bulgària            | 0  | 1      | 0      | 1     |
| 9       | Canadà              | 0  | 1      | 0      | 1     |
| 9       | Estats Units        | 0  | 1      | 0      | 1     |
| 12      | Romania             | 0  | 0      | 2      | 2     |
| 13      | França              | 0  | 0      | 1      | 1     |
| 13      | Austràlia           | 0  | 0      | 1      | 1     |
| 13      | Països Baixos       | 0  | 0      | 1      | 1     |